# Desay Madu Jhya
Desay Madu Jhyā (Devanagari: देसय मदु झ्या:) je tradicionalno leseno okno v Katmanduju, ki ga častijo zaradi svoje edinstvenosti . Ime v Nepal Bhasa pomeni 'okno brez enakega v državi' . Okno je postavljeno v fasado stanovanjske hiše v središču Katmanduja.
Desay Madu Jhyā je primer rezbarske dediščine Nevarcev v Nepalu, ki sega več kot tisoč let v preteklost . Za arhitekturo Nevarcev so značilna umetniška okna in vrata, postavljena v golo opeko. Zapletene rezbarije večinoma prikazujejo verske motive, obredne predmete, mitske zveri in ptice. Raven oblikovanja in rezbarjenja oken je dosegla vrhunec sredi 18. stoletja. Najdemo jih na palačah, zasebnih hišah in svetiščih po Nepalski mandali. 
Desay Madu Jhyā slovi kot edini te vrste. Medtem ko je večina tradicionalnih oken opremljena z luknjičastimi okni, ki so izrezljani s podrobnimi podrobnostmi, je Desay Madu Jhya okno z več okviri. Njegova oblika izgleda kot meh v stari zložljivi kameri.
Edinstveno okno je postavljeno v hišo na Yatkhā, ulico severno od Katmandujskega kraljevega trga, starega kompleksa kraljevske palače. Ulica je del slavnostnega kroga v zgodovinskem delu Katmanduja, skozi katerega potekajo procesije s kočijami in festivalske parade. Okno je turistična atrakcija in je del itinerarja za ogled mesta. 

## Narodni zaklad
Desay Madu Jhyā je star več kot stoletje in je bila razglašena za nacionalni zaklad. Leta 1978 je Oddelek poštne službe Nepalske vlade izdal poštno znamko, ki prikazuje okno. 